# 玉寄兼一郎
玉寄 兼一郎（たまより けんいちろう、1965年 - ）は、日本のスタントマン、アクションコーディネーター、俳優。熊本県出身。通称「玉ちゃん」。

## 人物
広島電機大学付属高等学校（現・広島国際学院高等学校）卒業。
高校卒業後ジャパンアクションクラブ養成所を経てボディスタントのキャリアを積み重ね現在に至る。
タレントの関根勤が座長を務めるカンコンキンシアターに旗揚げから参加。鈴木晋介とのコントは大抵ホモネタ。二人のユニット「漁火兄弟」でデュエットも披露する。出演の他アクション指導も担当する。
バンダイナムコの『ソウルシリーズ』、『鉄拳』シリーズ、『テイルズ オブ レジェンディア』等でモーションアクターを担当、キャラの動きを演じている。
ReBORN経堂アクションクラスで日曜アクションクラスの先生を務めている。

## 出演

### 舞台
- カンコンキンシアター（1989年6月旗揚げ〜2008年8月）

### テレビ
- 喧嘩屋右近II 第7話「ニセ医者騒動」（1993年10月23日）- 髑髏の銀次
- タレコミ（2003年7月16日テレビ東京）ゲスト出演
- 税務調査官・窓際太郎の事件簿24（2012年11月12日、TBS）ゲスト出演
- 税務調査官・窓際太郎の事件簿34（2018年8月6日、TBS）
- 連続ドラマJ 「浅田次郎 プリズンホテル」（2017年10月 - 12月、BSジャパン）レフリー

### 映画
- ファンシイダンス（1989年） - 古参
- 3-4X10月（1990年） - 大杉
- 昭和鉄風伝 日本海（1991年）神竜会の若者 役
- 東京攻略／Tokyo Raiders（2000年、香港映画） - FBI
- イントゥ・ザ・サン （2005年） - ヤクザ
- ゲバルト (漫画)（2013年）アクション
- 学校の階段（2007年） - ラグビー部部長

### オリジナルビデオ
- 極サギ3・4（2015年）
- 極道たちの野望（2016年）
- 岸和田少年愚連隊 カオルちゃん最強伝説 女番哀歌（スケバンエレジィ）（2007年）

## スタッフ

### テレビドラマ
- 美少女戦士セーラームーン（2004年、CBC、17話〜）スタントコーディネーター
- 花より男子（2005年10月〜12月、TBS）スタントコーディネーター
  - 花より男子2（リターンズ） （2007年1月〜3月、TBS）スタントコーディネーター
- 怨み屋本舗（2006年7月〜9月、テレビ東京）スタントコーディネーター
- 連続ドラマJ 「浅田次郎 プリズンホテル」（2017年10月 - 12月、BSジャパン）アクションコーディネーター
- 小河ドラマ 龍馬がくる (2018年、CS 時代劇専門チャンネル×関西テレビ共同製作作品)　- アクションコーディネーター
- 小河ドラマ 徳川☆家康（2021年4月1日 - 22日、関西テレビ） - アクションコーディネーター
- 真夜中ドラマ まったり!赤胴鈴之助（2022年1月-、テレビ大阪・BSテレ東）殺陣
- 日本統一 北海道編（2022年、UHB北海道文化放送）技闘
- DORONJO / ドロンジョ（2022年10月7日 - 12月16日、WOWOW） - ファイトコーディネーター
- 日本統一 関東編（2023年、日本テレビ）

### 映画
- 0＆1(2001年) 擬斗
- 集団殺人クラブ Returns（2003年）スタントコーディネーター
- 疾風 Basement Fight（2004年）スタントコーディネーター
- けっこう仮面 RETURNS（2004年）スタントコーディネーター
- SPACE POLICE（2004年）スタントコーディネーター
- この世の外へ クラブ進駐軍（2004年）スタントコーディネーター
- タッチ（2005年、東宝）スタントコーディネーター
- 学校の階段（2007年）ラグビー部部長、スタントコーディネーター
- 激動の疵（2012年7月28日）擬闘
- ロシア映画 Иерей-Сан（イエレイ・サン）（2015年）アクションコーディネーター
- 西成ゴローの四億円（2021年）殺陣師
  - 西成ゴローの四億円 死闘篇（2022年予定）アクションコーディネーター
- 修羅の世界（2022年1月29日）技闘
- 劇場版 山崎一門〜日本統一〜（2022年9月23日）アクションコーディネーター

### オリジナルビデオ
- 続 広島やくざ戦争 流血、第三次抗争勃発（2001年）スタントコーディネーター
- 実録・竹中正久の生涯 荒らぶる獅子（2003年）スタントコーディネーター
- MURAMASA ムラマサ（2005年・2006年）
  - 五ノ章 羅刹（2005年）アクションコーディネーター
  - 六ノ章 黄龍（2006年）アクションコーディネーター
- 修羅の挽歌（2012年） - スタントコーディネイト
- 彷徨う侠たち（2012年） - スタントコーディネイト
- ゲバルト (漫画)（2013年）アクション
- 日本統一4 - （2014年 - ）擬闘
- 極サギ3・4 （2015年）スタントコーディネート
- 高校愚連隊（2017年）アクションコーディネーター
- 極道黙示録（2017年）擬闘
- 極道の門（2018年）擬闘
- 制覇19・20（2018年,2019年）擬闘
- ギャングシティ 大阪黙示録（2018年）アクション
- 日本統一外伝 〜山崎一門〜（2020年）擬闘
- 首領(ドン)（2020年）アクションコーディネーター
- 下町任侠伝 鷹（2020年 - ）アクション
- 日本統一外伝 川谷雄一（2021年）擬闘
- 仁義もクソもありゃしねえ（2021年）アクションコーディネーター
- CONNECT 覇者への道（2024年）アクション

### 舞台
- BIOHAZARD THE Experience（2017年2月10日 - 26日、Zeppブルーシアター六本木 / 3月4日・5日、新神戸オリエンタル劇場）- アクション

### ゲーム
- 鉄拳シリーズ
- ソウルシリーズ
- タイムクライシス
- ブレイクダウン
- ニンジャアサルト
- テイルズ オブ レジェンディア